# Geilston Garden

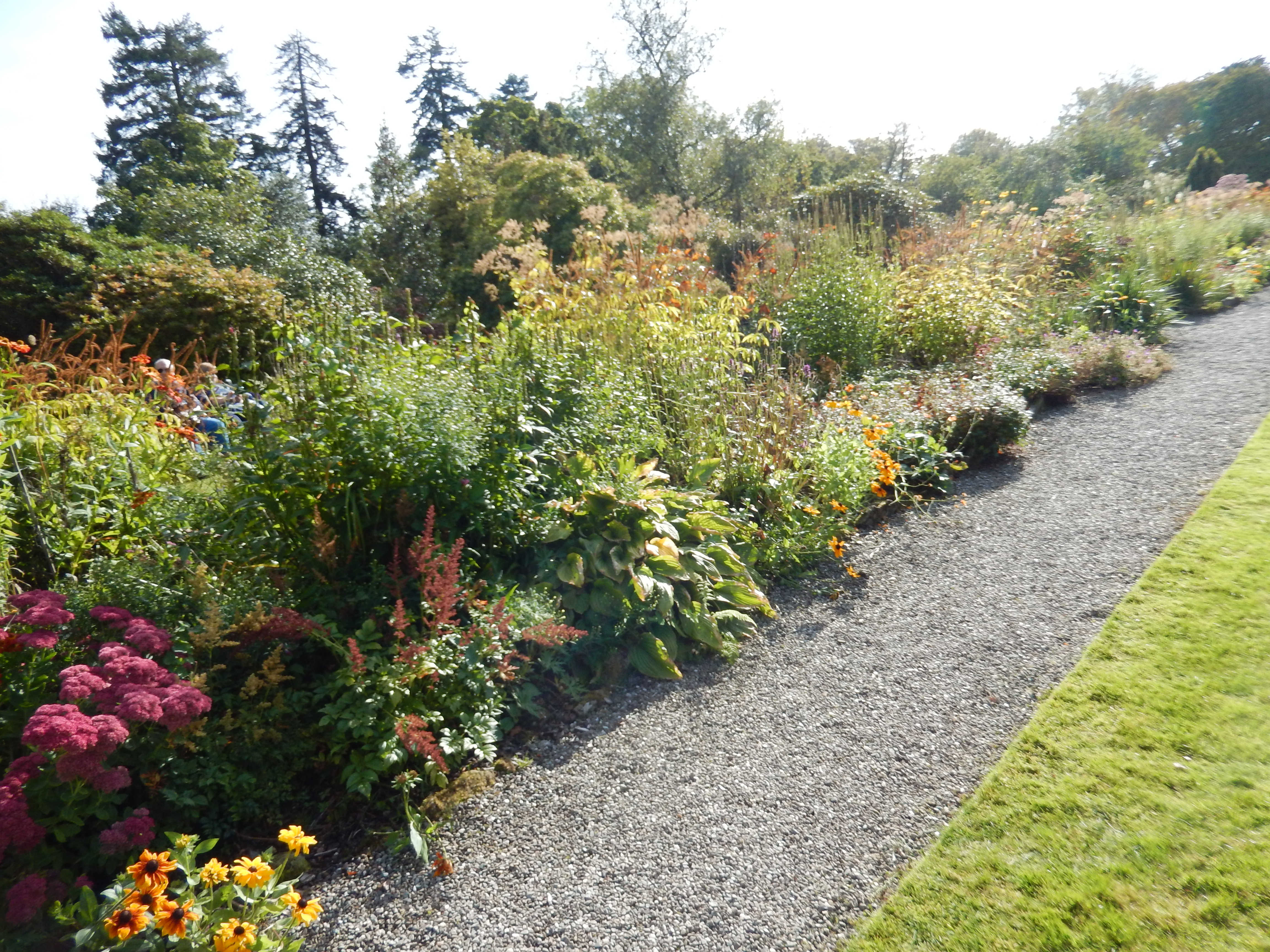
Geilston Garden

Geilston Garden ist ein klassischer Landhausgarten in Cardross, Argyll and Bute in Schottland. Der 1797 begonnene Garten ist gegenwärtig (2021) im Besitz des National Trust for Scotland. Geilston Garden wurde im Jahr 2024 von etwa 13.000 Personen. besucht.

## Beschreibung
Geilston Garden lässt sich auf das Jahr 1797 zurückführen und ist ein klassisches Beispiel eines Gartens für ein kleineres Anwesens auf dem Land. Der Garten wird von einem Riesenmammutbaum dominiert, der zu Beginn des 19. Jahrhunderts gepflanzt wurde, in der Nähe wächst ein Horst des Mammutblatts. Im Küchengarten wachsen verschiedene Gemüse und viele Blumen und andere Blühpflanzen, u. a. ein 40 Meter langes Beet mit Stauden und Kräutern.

## Geschichte
Das Land, auf dem Geilston Garden liegt, gehörte im 16. Jahrhundert einer Familie Woods, ging dann im 17. Jahrhundert an einen Zweig der Familie Bontines über, gehörte dann den Buchanans of Tullichewan, später den Donalds of Lyleston vom 18. Jahrhundert bis 1805. Im Jahr 1805 kaufte General Thomas Geils, der 1798 bereits Ardardan and Ardmore erworben hatte, Land und Haus.